# KXL-FM
Koordinaten: 45° 30′ 57″ N, 122° 44′ 3″ W
| KXL-FM |

KXL-FM ist eine kommerzielle News-/Talk-Station aus Portland, Oregon. Die Station gehört Alpha Media. Schwestersender ist die ältere Clear-Channel-Mittelwellenstation KXL.
Bei KXL werden zwei US-weit gesendete Programme, die The Lars Larson Show und seit 2011 Ground Zero with Clyde Lewis, produziert. Zur Senderfamilie gehört auch der TV-Kanal KPTV-TV.